# Swaffham
Swaffham est une ville du district de Breckland dans le comté de Norfolk, en Angleterre.
La cité est située sur la route A47, à 25 km de King's Lynn et à 46 km de Norwich.
Swaffham est proche de nombreux sites historiques. À titre d'exemple, elle est à 12 km à l'est de la maison médiévale du XIVe siècle Oxborough Hall  et 9 km au sud-est de "Castle Acre Priory",. Le marché de Swaffham est né au XIVe siècle et en 2015, la ville a célébré ses 800 ans d'existence.

## Personnalités
- L'archéologue et explorateur égyptien Howard Carter a vécu à Swaffham étant enfant. Son lien avec Swaffham est montré au musée municipal[6]. Le musée de la ville expose aussi la légende du Cordonnier de Swaffham.
- Samuel John Carter (1835-1892), père du premier, est un artiste et illustrateur anglais, né à Swaffham.

## Jumelages
Swaffham est jumelée avec la ville de Couhé en France.